# Anton Vila i Sala
Anton Vila i Sala (12 de juny de 1863, Cal Ballaró, Santpedor, província de Barcelona - 26 de maig de 1936, Santpedor) va ser un capellà catòlic, arxiver, historiador, periodista, excursionista, poeta i dinamitzador cultural.

## Biografia
Va ser el quart fill de Francesc d'Assís Vila i Ballaró i Antònia Sala i Massana. La bona situació econòmica de la família —el seu pare era propietari agrícola, fabricant i comerciant d'aiguardent— li va permetre estudiar el batxillerat al Col·legi de Sant Ignasi de Manresa (1876-1881).
Va seguir els estudis de Teologia i la seva formació sacerdotal al Seminari de Vic (1881-1888). Allà va ser company d'estudis de Narcís Verdaguer i Callís, que el va iniciar en el pensament catalanista. Va ser nomenat sacerdot el 17 de març de 1888 pel bisbe Josep Morgades i va obtenir el títol de Llicenciat en Sagrada Teologia per la Universitat Pontifícia de València el 1893.
Després de ser vicari en diferents destinacions, serà nomenat ecònom de Sant Pere de Torelló (1901-1908) i, posteriorment, rector de Castellgalí (1908-1914). Va renunciar al rectorat per retornar a Santpedor, on va exercir un benefici fins a la seva mort.
Deixeble del canonge Jaume Collell, va lluitar tota la seva vida per la recuperació de les senyes d'identitat de la nació catalana. Va ser un defensor a ultrança de la predicació en català i la gran majoria dels seus llibres contribueixen a la divulgació de la Història de Catalunya en l'àmbit local. Són destacables les seves obres històriques sobre Santpedor, el Santuari de Bellmunt i Sant Pere de Torelló, la Mare de Déu del Portal i els Prats de Rei i l'època feudal a Castellgalí.
La seva important tasca d'arxiver li va valdre ser autoritzat pel Bisbe de Vic el 1894 per estudiar i registrar els arxius parroquials de la diòcesi. Els seus coneixements d'arxivística va plasmar-los en el llibre «Els arxius parroquials», publicat el 1912.
Admirador i gran coneixedor de l'obra de Jaume Balmes, va inspirar-se en els escrits del filòsof vigatà per defensar l'ortodòxia catòlica en diversos mitjans de comunicació de Vic i Manresa, tots ells de caràcter catalanista i conservador. Els seus treballs periodístics comprenen també molts articles de divulgació històrica.
Com a poeta va rebre diversos accèssits en diferents convocatòries dels Jocs Florals.
En l'àmbit de l'excursionisme, va ser soci de l'Associació d'Excursions Catalana i, posteriorment, soci i delegat del Centre Excursionista de Catalunya a Santpedor. Va participar activament com a delegat del Centre Excursionista de la Comarca de Bages en els dos primers congressos de l'excursionisme català, celebrats a Lleida i Manresa, respectivament, el 1911 i 1912.

## Publicacions
Bibliografia de Mossèn Anton Vila i Sala (totes les dades estan transcrites tal com apareixen en les edicions originals, tret del nombre de pàgines i fotografies i els pròlegs esmentats)
- Mossen Anton Vila, prebere: Lo Timbal del Bruch. Articles histórichs-crítichs publicats en lo setmanari católich catalá La Veu de Montserrat, Vich: Estampa de Ramon Anglada, 1890. 48 pàgines. Preu: 50 céntims.
- Dr. D. Antón Vila y Sala, prevere de dita vila y arxiver municipal de la mateixa: Noticia histórica de las dos Santas Espinas de la corona de Jesucrist que's veneran en la iglesia parroquial de la vila de Sampedor, Barcelona: Tipografía Católica, 1894. 180 pàgines. 2 fotografies.
- Mossen Anton Vila y Sala: Noticia histórica de la vila de Sampedor, escrita pel … prevère y arxiver municipal de dita vila, Manrèsa: Impremta de Antòn Esparbé, 1898. Pròleg de Leonci Soler i March. 307 pàgines.
- Dr. Antòn Vila y Sala, pvre: Noticia històrica de la vila de Prats de Rey y de sa patrona la Mare de Déu del Portal. Novèna en honor de la Mare de Deu del Portal patrona de la vila de Prats de Rey y de sa comarca, Manresa: Impremta de Antòn Esparbé, 1900. 120 pàgines + 28 pàgines.
- Anton Vila y Sala, prevere: Historia y album del santuari de Nostra Senyora de Bellmunt de la parroquia de S. Pere de Torelló (Bisbat de Vich), Barcelona: Impremta de Joseph Cunill, 1904. Pròleg de Jaume Collell. 62 pàgines + 12 làmines fotogràfiques.
- Dr. Anton Vila y Sala: Sermó predicat en la iglesia del hospital de la ciutat de Balaguer en la professió religiosa de la germana Francisca Prat y Vila de Santa Anna lo dia primer de Setembre de l'any 1904, Vic: Estampa de la Viuda de R. Anglada, 1904. 16 pàgines.
- Discurs llegit pel Dr. Anton Vila en la casa del Timbaler del Bruch, lo dia 26 de juliol del any 1908 en la Festa Sampedorenca del Primer Centenari de la gloriosa jornada del Bruch, Manresa: Imp. Esparbé, 1908. 4 pàgines.
- Antòn Vila y Sala, Pvre: El centenari d'en Balmes. Balmes, defensor dels bens del clèro, Manresa: Imp. y Enq. de Sant Josèp, 1910. 40 pàgines.
- Antòn Vila y Sala, Pvre: Balmes y les ordres religioses. 1910.
- Dr. Antón Vila y Sala, Pvre: El feudalisme de remensa ab notes referents a Castellgalí. Conferència donada per l'autor al Centre Escursionista de Bages el 26 de març de 1911, Manresa: Imp. de Sant Josep, 1911. 18 pàgines.
- Dr. Antòn Vila y Sala, Pvre: Vida popular del gloriós Sant Joan de Déu, Barcelona: Llibreria Católica Internacional Lluis Gili, 1912. 60 pàgines.
- Anton Vila y Sala, prevere: Els arxius parroquials. La seva importáncia, ordenació, classificació y catalogació dels seus documents. Conferència llegida en la sessió general de l'“Associació d'Ecclesiástics” de Barcelona el dia 17 d'abril de 1912, Manrèsa: Impremta y enquadernació de Sant Josèp de Viuda y fill de Torrella, 1912. 25 pàgines.
- Antón Vila y Sala, Pbre: “Lo Senyoriu Feudal de Castell-Galí (Contribució a l'Estudi del Feudalisme en Catalunya)”. Boletín de la Real Academia de Buenas Letras de Barcelona, any XIII, núm. 49. Barcelona: Estampa de la Casa Provincial de Caritat, 1913. 11 pàgines.
- Mossén Antón Vila i Sala, Pvre: Homilies breus dels evangelis dominicals, amb un prólec del Il·lustre Canonge de la Seo de Vich Dr. Marián Serra i Esturí, i la corresponent llicència eclesiástica, Manresa: Impremta de D. Vives, 1915. 166 pàgines.
- Antón Vila y Sala, Pbre: Plàtiques religioses en català, Manresa: 1915.
- Antón Vila i Sala, Pvre: Santa Anna de Clarét com-patróna de la Vila de Sant-Pedór. Breu ressenya histórica i novena en honor de dita Santa, Manresa: Imp. Cat. De Domingo Vives, 1916. 63 pàgines.
- Mossèn Antón Vila Sala: “Contribució a l'estudi históric-social de la nostra Edat Mitjana”. Volum de trevalls premiats, publicats pel Cos d'Adjunts Jocs Florals de Lleida. Pàgines 57 a 61. Lleida: Arts Gràfiques Sol&Benet, 1917.
- Antonio Vila y Sala, Pbro: Homilías breves sobre los Evangelios Dominicales, Manresa: Imprenta y Librería Católica de Domingo Vives, 1918. 190 pàgines.
- Antonio Vila y Sala, Pbro: Pláticas religiosas, Manresa: Imprenta y Librería Católica de Domingo Vives, 1918. 181 pàgines.
- Antoni Vila y Sala: “Lo rector de la Vola. Mossen Peyra Rector de la Vola. Estudi folklórich y crítich-histórich”. Biblioteca d'autors catalans, volum XVI. Núm. 279. Pàgines 409 a 430. Barcelona: La Ilustració catalana. Lectura popular, 1918(?).
- Rnt. Dr. Antòn Vila i Sala: Compendi popular de la Historia de Sampedor, Manresa: Imp. de Domingo Vives, 1922. 72 pàgines.
- Antón Vila i Sala, Pvre: El cos de Sant Irineu, màrtir, que’s veneraba en l'Iglésia del ex convent de franciscans i ara en la parroquial de Sant-pedor, Manresa: Imp. Catòlica de Domingo Vives, 1925. 47 pàgines.
- Rnd. Dr. Anton Vila: Vinguda de Sant Francesc a Catalunya i son pas per la Comarca de Bages. Conferència donada el 30 de Gener, primer dia de la setmana cultural Franciscana, de Manresa. Manresa: Impremta Vives, 1927. 5 pàgines.
- Rnd. Dr. Anton Vila i Sala, Pbre: Biografia de D. Roque Garcia de la Enzina, rector qui fou de Balsareny (anys 1775 a 1807), Manresa: Imp. de D. Vives, 1930. 57 pàgines.
- Dr. Antoni Vila i Sala, pvre: “Elogi o Lloança dels Centres Excursionistes”. Jocs Florals de Manresa 1935. Pàgines 71 a 77. Manresa: P. Alcaraz de Bausili, 1935.

### Diaris i revistes on va col·laborar
- L'Almogáver. Per Deu y per La Pátria. Vic, 1882. Arxiu Episcopal de Vic.
- La Veu del Montserrat. Vic. 1882-1902. Arxiu Episcopal de Vic.
- La Gazeta Vigatana. Vic. 1904-1905. Arxiu Episcopal de Vic.
- Gazeta Montanyesa. Vic. 1905-1914. Arxiu Episcopal de Vic.
- La Gazeta de Vich. Vic. 1914-1931. Arxiu Episcopal de Vic.
- La Veu de Catalunya. Setmanari. Barcelona. 1891-1898: http://mdc2.cbuc.cat/cdm/search/collection/veucat
- Butlletí de l'Associació d'Excursions Catalana (1888-1890). Biblioteca de Cal Ballaró.
- Butlletí del Centre Excursionista de Catalunya. Barcelona. 1891-1938. http://www.cec.cat/areadocumental.aspx?sdm1=e5mn4qdx0CeM1I7yYw5do1znkeWDLW&sdm2=nYfUg785fpCdJzyq6czICXTkBBj1sL Arxivat 2015-04-08 a Wayback Machine.
- Setmanari Català. Manresa. 1890-1897. Arxiu Comarcal del Bages.
- El Diario de Avisos. Manresa. 1908. Arxiu Comarcal del Bages.
- El Pla de Bages. Manresa. 1904-1936. Arxiu Comarcal del Bages.
- Butlletí del Centre Excursionista de la Comarca de Bages. Manresa. 1905-1936. Arxiu Comarcal del Bages.
- Revista Ilustrada Jorba. Manresa. 1933. Arxiu Comarcal del Bages.
- La Patria. Manresa. 1935. Arxiu Comarcal del Bages.
- Arxiu. Revista del Centre Excursionista de Terrassa. 1925. Biblioteca de Cal Ballaró.
- Butlletí del Club Pirinenc. Terrassa. 1925-1930. Biblioteca de Cal Ballaró.
- Guiatge Agrícol. Santpedor. 1929. Biblioteca de Cal Ballaró.
- Ressó Perpetuenc. Santa Perpètua de Mogoda. 1932. Biblioteca de Cal Ballaró.